# ゴードン反射
ゴードン反射（英: Gordon reflex, Gordon's sign）とは、脊髄を反射弓とする脊髄反射のひとつであり、正常時には現れない病的反射である。錐体路障害を示唆するものとして信頼度が高い。バビンスキー反射の変法のひとつである。ゴルドン反射とも言われる。
アメリカ合衆国の神経学者、アルフレッド・ゴードン（en）によって発見された。

## 反射の概要
- 脹脛を指でつまむ。
- 母指が背屈する。